# Элекеш, Дежё
Дежё Элекеш (венг. Elekes Dezső; 11 ноября 1889, Кеждивашархей — 8 апреля 1965, Будапешт) — венгерский юрист, статистик, чиновник и шахматист, национальный мастер.

## Биография
Уроженец Трансильвании. Окончил среднюю школу в Шепшисентдьёрде, в 1910 г. — юридический факультет Клужского университета. В 1912 г. получил степень доктора права. До Первой мировой войны работал адвокатом в Брашове.
С 1918 г. работал в Центральном статистическом управлении Венгрии. С 1931 по 1936 гг. руководил библиотекой управления. Разработал методику обработки книжно-статистических данных.
В 1936 г. получил должность начальника редакционного отдела. В 1939 г. стал начальником центрального отдела. В 1941 г. — советником в руководстве управления.
В 1945 г. был назначен вице-президентом управления. С 1946 по 1948 гг. занимал пост президента Центрального статистического управления Венгрии.
В 1926 г. был избран вторым секретарем Венгерского статистического общества (Magyar Statisztikai Társaság). С 1932 по 1943 гг. занимал пост генерального секретаря организации.
Статьи Элекеша по вопросам статистики публиковались в венгерском журнале «Magyar Statisztikai Szemlé» и во французском журнале «Journal de la Société Hongroise de Statistique».
Занимался педагогической деятельностью. С 1935 г. преподавал в Университете имени Петера Пазманя.
В последние годы жизни занимался исследованиями в области демографии и генеалогии.
Похоронен на кладбище Фаркашрети в Будапеште.

## Шахматная деятельность
Известен как шахматист-заочник. По его собственным словам, не бросал игру по переписке даже во время службы в армии Австро-Венгрии в ходе Первой мировой войны, одновременно ведя в общей сложности 50—60 партий в разных соревнованиях. Главного спортивного успеха добился на рубеже 1940—1950 гг., когда в составе сборной Венгрии стал победителем 1-й заочной олимпиады (1949—1952 гг.). Выступая на 6-й доске, Элекеш набрал в 6 партиях 5½ очков.
Главное достижение в турнирах за доской — победа в чемпионате Будапешта среди любителей в 1924 г.
Занимался шахматной композицией. Лучший результат — 2-е место в конкурсе головоломок 1936 г. (проводился во время неофициальной шахматной олимпиады в Мюнхене).
В память об Элекеше шахматным клубом им. Ш. Петёфи с 1976 по 2005 гг. проводились мемориальные турниры. Всего состоялось 30 турниров. Часто эти турниры собирали сильный состав участников. Например, в турнире 2002 г. представительница Индии Х. Конеру разделила победу с израильтянином Е. М. Постным и стала самой молодой на тот момент женщиной-гроссмейстером (15 лет, 1 месяц и 27 дней).

## Основные работы
- A mai Magyarország (Сегодняшняя Венгрия) (главный редактор издания)
- A Dunavölgyi kérdőjel. A Duna környéki Közép-Európa gazdasági problémája (Budapest, 1934) (Вопросы долины Дуная. Экономическая проблема Центральной Европы в Дунайском регионе)
- Budapest szerepe Magyarország szellemi életében (Budapest, 1938) (Роль Будапешта в духовной жизни Венгрии)
- Sakkozók kincseskönyve (Budapest, 1926) (Сокровища шахматистов)